# Sénéchal de Normandie
Le sénéchal de Normandie est un haut dignitaire du duché de Normandie pendant la période ducale puis royale, et membre de la cour du duc, qu'il préside en l'absence de ce dernier. Comme tout sénéchal, il assiste son prince dans ses prérogatives exclusivement judiciaires, administratives et comptables. Comme le roi de France, certains des pairs laïcs ont leur sénéchal et d'autres officiers à leur service (maréchal, connétable, vidame, etc.).

## Historique
Les  premiers sénéchaux de Normandie apparaissent dans les actes des ducs de Normandie à partir du XIe siècle, puis dans la plupart des documents de comptabilité ou des jugements prononcés par l'échiquier de Normandie. Cependant, on a peu d'éléments sur le moment exact de son apparition. On le trouve dans les actes sous le nom de senescallus ou justiciarius magnus (grand justicier). À l'origine, la fonction de président de l'échiquier est exercée par le chef justice, donc la fonction est passée en Angleterre. Ces deux fonctions ont souvent été exercées par un même baron, d'où parfois une certaine confusion sur le rôle précis du sénéchal de Normandie avant le XIIIe siècle. La coutume réformée explicite son rôle dans ces termes : « Anciennement souloit discourir par Normendie ung justicier greigneur des justiciers devant dits qui estoit appelé le Seneschal au prince. Il corrigeoit ce que les aultres bas justiciers avoient délinqué et gardoit la terre du prince ».
En 1204, la fonction est conservée par les rois de France, lors de la commise, et ils continuent de nommer un sénéchal particulier pour le duché parmi les seigneurs normands. L'office, l'un des plus prestigieux, tend à devenir de plus en plus honorifique, puis finalement héréditaire, comme ceux de chambellan de Normandie, maréchal, connétable et de vidame de Normandie.
Au XVe siècle, la fonction de Grand Sénéchal de Normandie resurgit brièvement. 
En 1499, des lettres royales rendent permanent l'Echiquier de Normandie, sous le nom de Parlement de Normandie qui subsiste jusqu'à la Révolution française ; elles précisent que la charge de grand sénéchal « demeurera éteinte et supprimée ».
Dès lors, ce titre devient purement honorifique au sein de familles qui se transmettent le titre héréditairement.

## Fonctions
Le plus souvent, le sénéchal de Normandie, l'un des grands officiers du roi pour la Normandie, préside l'échiquier et les assises itinérantes triennales. Il est entouré d'un certain nombre de chevaliers jurés appelés « barons de l'échiquier » ou « justice ». Ce sont le plus souvent des seigneurs titulaire d'importants honneurs, des clercs de la justice ducale, d'autres officiers subalternes (connétables d'honneurs appartenant au duc).
Le sénéchal est également chargé de visiter les forêts du domaine ducal, de prendre et de faire exécuter toutes les mesures qui importent à leur conservation, de punir les délits qui s'y commettent, de prévenir les abus qui peuvent s'introduire dans les droits d'usage. Il connaît également de la police administrative des rivières, du service et de l'entretien des moulins, de la voirie générale et particulière.
Tous les trois ans, conformément à son institution, il parcourt les comtés et les bailliages du duché, informe de la conduite des juges et des officiers attachés aux différents tribunaux, sans plaids, sans assises, en quelque lieu qu'il se trouve, il fait exécuter tout ce qui lui paraît expédient ou provisoire et réforme ce que les juges subalternes ont négligé ou omis.
Le sénéchal de Normandie représente ainsi la justice suprême du duc; il est le « justicier » par excellence. Il ne faut donc pas s'étonner s'il est nommé justicia, capitalis justicia, magnus justiciarius. Une charte du roi Étienne, duc de Normandie, s'exprime en ces termes : « Justicia mea cogente », c'est-à-dire « à la poursuite de ma justice » et on voit Robert du Neufbourg souscrire le premier une décision prise en 1157 en employant ce titre Dapifer et justicia totius Normannice. C'est la justice personnifiée et sans avoir rien perdu de son acception primitive.
Une fonction de grande importance, placée dans ses attributions, est celle de « conservateur des Juifs » (custos Judœorum), fonction administrative et fiscale tout ensemble. Cet officier supérieur est chargé de les défendre contre les différents genres d'oppression qu'ils ont à redouter des seigneurs dont ils sont souvent mainmortables mais surtout de leur faire acquitter une foule de droits auxquels ils sont soumis pour avoir le privilège d'exercer l'usure au mépris des lois d'Israël. Il existe, pour eux, des « Plaids des Juifs ».
Lors des assises, des plaids ou des échiquiers, le sénéchal juge les différends survenus dans le ressort du duché en appel, aidant à former peu à peu la coutume de Normandie.

## Liste des sénéchaux de Normandie
Sous Richard II et Robert le Magnifique :
- Osbern de Crépon[6],[7].

Sous Guillaume le Conquérant :
- Guillaume Fitz Osbern[8] ;
- Géraud, ou Gérold, le Sénéchal[9].

Sous Henri Ier Beauclerc :
- Renaud de Saint-Valery[10] ;
- Robert de La Haye, seigneur de La Haye-du-Puits[11] ;
- Robert de Courcy, seigneur de Courcy[11].

Sous Geoffroy Plantagenêt et Henri II Plantagenêt :
- Robert de Neubourg, cité en 1157[12],[4] ;
- Robert de Courcy[13].

Sous Henri II Plantagenêt, Richard Cœur de Lion  et Jean sans Terre :
- Guillaume Fitz-Raoul, de 1178 à 1200[14] ;
- Guillaume de Courcy, cousin de Robert[15].

Sous Jean sans Terre :
- Garin de Glapion[16] ;
- Raoul IV Taisson (Radulfus Taxo), seigneur de Thury[17] ;
- Guillaume le Gras (Willielmus Crassus)[18].

Sous les rois d'Angleterre (1418-1450) :
- Guillaume Hodalle ;
- Richard Wydeville ou Woodville, 1er comte Rivers ;
- Thomas de Scales, 7e baron de Scales[19].

Sous les rois de France :
- Guillaume Crespin ou du Bec-Crespin, seigneur du Bec et de Mauny, maréchal de Normandie épouse Jeanne d'Auvrecher, dont Jeanne, épouse du suivant[20] ;
- 1451-1460 : Pierre de Brézé (1412-1465), seigneur de la Varenne et Brissac, comte de Maulévrier, maréchal héréditaire de Normandie et grand sénéchal à cause de sa femme Jeanne du Bec-Crespin, dame du Bec et de Mauny, fille du précédent. La fonction de grand sénéchal est rétablie en sa faveur en 1451, après la fin de la domination anglaise sur la Normandie[21] ;
- 1460-1464 : Louis d'Estouteville (1400-1464)[22] ;
- 1475-1494 : Jacques de Brézé (1440-1494), comte de Maulévier, seigneur du Bec-Crespin et de Mauny, maréchal héréditaire de Normandie et grand sénéchal, fils de Pierre ;
- 1494-1499 : Louis de Brézé († 1531), comte de Maulévrier, seigneur du Bec-Crespin, Mauny et Anet, grand veneur de France, gouverneur de Normandie et dernier grand sénéchal de Normandie (jusqu'en 1499, date de la suppression de la charge), aussi grand veneur de France en 1496-1497, fils aîné du précédent, mort en laissant deux filles de Diane de Poitiers[23] ;
- Jean de Brézé, fils de Jacques, grand sénéchal héréditaire de Normandie après son frère aîné Louis[24].